# Иррациональное усиление
Иррациональное усиление (также: усиление обязательства, наращивание вовлечённости, эскалация участия, эскалация обязательств) — психологический поведенческий шаблон, при котором индивидуум или группа лиц, наталкиваясь на негативные последствия принятия какого-либо решения или действия, всё равно продолжает его делать.
Экономисты и учёные-бихевиористы используют термин «ошибка невозвратных затрат» для описания явления, когда продолжается инвестирование во что-либо вопреки тому, что затраты превышают потенциальные выгоды.
Примерами иррационального усиления являются:
- Лудомания
- Долларовый аукцион в теории игр
- Покупка универмага Bloomingdale's бизнесменом Робертом Кэмпо с ценой на $600 млн выше рыночной на агрессивных торгах на аукционе, после чего тот был вынужден объявить о банкротстве. Wall Street Journal отметил, что дело было попыткой потешить своё эго
- Следование инструкциям нигерийских писем несмотря на очевидное мошенничество
- Строительство Big Dig
- Строительство Шорхэмской АЭС
- Строительство тоннеля через Ла-Манш
- Taurus IT Project
- Помощь American International Group
- Система управления багажом Денверского международного аэропорта со сметой на $2 млрд выше запланированной
- Поддержка Конгрессом 21st Century Community Learning Center
- Поддержка Drug Abuse Resistance Education
- Битва за Гуадалканал